# ایالت بوسنی

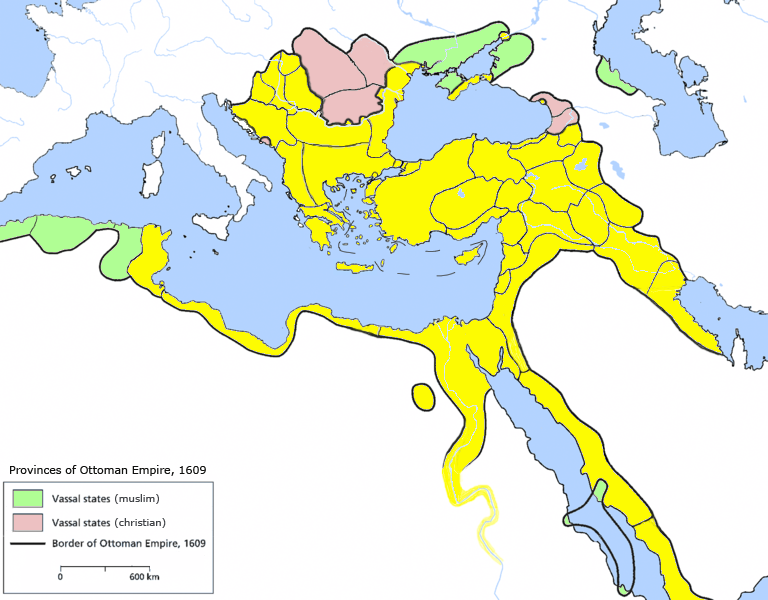
نقشه ایالتهای عثمانی در ۱۶۰۹ میلادی (۹۸۸ خورشیدی). قلمرو امپراتوری (زرد) دولتهای دستنشانده مسلمان (سبز) دولتهای دست‌نشانده مسیحی (صورتی)

ایالت بوسنی یا بیگلربیگی بوسنی، یکی از تقسیمات کشوری و بخشی از قلمرو امپراتوری عثمانی بود که بیشتر مناطق بوسنی و هرزگوین کنونی را شامل میشد.